# 埼玉县道191号儿玉停车场线
埼玉县道191号儿玉停车场线（日语：埼玉県道191号児玉停車場線）是一条设置在埼玉县本庄市儿玉町地区内的县道。未设置有县道標識。

## 路線概要
- 起点：儿玉停車場
- 終点：国道254号交点
- 总距離：364米

## 所通過的自治体
- 埼玉县
  - 本庄市

## 所连接和交差的主要道路
- 国道254号

## 沿線
- JR東日本 儿玉站